# Conan de avonturier
Conan de avonturier (Engels: Conan the Adventurer) is een fantasy/Sword & Sorcery-verhalenbundel uit 1966 van de Amerikaanse schrijvers Robert E. Howard en Lyon Sprague de Camp.

## Samenvatting
Conan de avonturier is het vijfde boek over Conan de Barbaar en bevat vier verhalen over Conans zwerftochten. De verhalen werden geschreven door Robert E. Howard en L. Sprague de Camp.

### De priesters van de zwarte kring
(Engels: The People of the Black Circle, door Robert E. Howard - 1934)
Bhunda Chand, de koning van Vendhya, is vermoord door de demonische magie van de zwarte zieners van de berg Yimsja. Zijn zus, de Devi Yasmina, zweert zijn dood te zullen wreken. Wanneer ze hoort dat de gouverneur van de grensstad Peshkhauri zeven hoofdmannen van de Afghuli's gevangen houdt, reist ze naar die stad af. Ze wil Conan, de aanvoerder van de Afghuli's, dwingen om tegen de zwarte zieners ten strijde te trekken. Maar Conan weet de Devi uit het fort van Peshkhauri te ontvoeren.
Ondertussen sluipt Gitara, de gezelschapsdame van de Devi, het fort uit. Ze gaat naar haar geliefde, de tovenaar Khemsa, die de zwarte zieners dient en met Kerim Sjah van het vijandige land Turanië wacht op een mogelijkheid de macht over te nemen. Gitara vertelt van de ontvoering en overtuigt Khemsa nu zijn eigen weg te volgen. Ze zullen de hoofdmannen doden en de Devi uit Conans handen stelen. Daarna zullen ze van zowel Vedhya als Turanië losgeld vragen en met dat geld een eigen leger kopen. Hij stemt toe en de Afghuli's worden gedood.
Conan is bij de Wazuli's aangekomen, een Afghuli stam uit de bergen die onder leiding staat van zijn vriend Yar Afzal. Deze wordt vermoord door Khemsa, waarna hij de stam tegen Conan opzet. Na een gevecht kunnen Conan en Yasmina vluchten, maar ze worden achterhaald door de tovenaar. Voordat Khemsa met Conan kan afrekenen, verschijnen de Vier van de Zwarte Kring, tovenaars van de berg Yimsja. Met hun toverkracht dwingen ze Gitara en Khemsa een afgrond in en daarna verdwijnen ze, waarbij ze de Devi meenemen.
Conan ontdekt het verpletterde, maar nog niet dode, lichaam van Khemsa. Hij vraagt Conan zijn gordel mee te nemen en geeft hem aanwijzingen: hij moet de gouden draad volgen en de kristallen bol breken. Daarna sterft hij. Conan gaat op weg naar de berg Yimsja. Onderweg komt hij Kerim Sjah tegen, en ze besluiten voorlopig samen te werken tegen de zwarte zieners. Ze arriveren bij de vesting van de zieners die bestaat uit een toren, daarachter een afgrond en hoger op de berg een ommuurde burcht. Bij de toren worden ze geconfronteerd met de toverkrachten van de acolieten van de zwarte zieners. Kerim Sjahs troepen worden gedecimeerd, maar ze kunnen de eerste toren toch veroveren.
Daarna gaan ze door het met een giftige nevel gevulde ravijn. Conan herinnert zich Khemsa's opmerking over de gouden draad: langs deze draad loopt de enige veilige route door het ravijn. Aan de andere kant wachten de acolieten hen met messen op; hun toverkrachten zijn uitgeput. Zonder veel problemen worden ze gedood. Conan en zijn vijf overgebleven kompanen treden het kasteel binnen, waar ze tegenover de Vier van de Zwarte Kring komen te staan. Nadat enkele krijgers door de tovenaars zijn gedood, weet Conan de kristallen bol te breken, zoals Khemsa hem had gezegd voordat hij stierf. Daarop sterven de vier tovenaars en de twee overgebleven invallers, Conan en Kerim Sjah, komen tegenover de Meester van Yimsja te staan. Deze rukt Kerim hart uit z'n lijf, maar dan vloeit Khemsa's uit haat geboren kracht uit de gordel in Conans lijf om de tovermeester te bevechten. De tovenaar verandert in een slang en slaat op de vlucht met Conan achter hem aan. De slang staat op het punt Yasmina te doden als Conan hem een mes in de nek gooit. Met zijn dolk stort Conan zich op het reptiel, dat uiteindelijk zwaargewond de aftocht blaast.
Ze vertrekken uit het kasteel en stoten op een leger van 3000 Turaniaanse lansiers. Ze zijn in gevecht met de zich terugtrekkende Afghuli's. Conan komt zijn wapenbroeders te hulp en de Devi Yasmina neemt zijn paard om de naar haar op zoek zijnde ruiterij van Vedhya te halen. De Turaniërs worden door de samenwerkende legers van Vedhya en Afghulistan verslagen. Conan en de Devi nemen afscheid en keren met hun legers naar hun eigen land terug.

### De glijdende schaduw
(The Slithering Shadow, door Robert E. Howard - 1933)
Conan en Natala, de enige twee overlevenden van het verslagen leger van prins Almuric, zwerven door de woestijn. Net voordat ze dreigen om te komen van de dorst vinden ze een stad. Bij de poort vinden ze een schijnbaar dode bewaker. Nadat ze deze voorbij lopen komt hij weer tot leven en valt hen aan, maar hij is geen partij voor Conan. De stad wordt maar door weinigen bewoond, en de eerstvolgende man die ze zien wordt weggevoerd door een vreemde zwarte schaduw voordat ze hem iets kunnen vragen. Van de man die ze daarop tegenkomen horen ze dat de stad Xuthal heet. Weer wat later ontmoeten ze de Stygische Thalis, die hen uitlegt dat de inwoners van Xuthal aan de Zwarte Lotus verslaafd zijn; ze hebben het sap zo aangepast dat het niet de dood, maar fantastische dromen brengt. De schaduw is hun god Thog, die zijn offers zelf uitzoekt.
Thalis heeft zin in Conan, maar ziet dat de barbaar bij Natala wil blijven, dus ontvoert ze het meisje door een geheime gang. Natala weet Thalis te verwonden, waarop de Stygische woedend wordt; ze bindt Natala's handen aan een ring in de muur en begint haar af te ranselen. Het geschreeuw van Natala lokt de schaduw naar hen toe en de god voert Thalis met zich mee. Ondertussen is Conan in gevecht geraakt met stadswachters. Uiteindelijk stapt hij op een valluik en komt in een onderaardse gang terecht. Hij hoort Natala gillen en ziet dat de zwarte schaduw haar bedreigt. Hij hakt erop in maar kan de god niet deren. Thog weet hem wel op diverse plaatsen te klauwen, bijten en op andere manieren te verwonden. Uiteindelijk weet Conan zijn ponjaard tot het gevest in het monster te steken. Na een worsteling weet het zich los te rukken, maar valt dan in een oneindig diepe afgrond. De zwaargewonde Conan kan met zijn laatste krachten Natala bevrijden, waarop zij hem verzorgt. Nadat hij voldoende is opgeknapt vluchten ze samen de stad uit.

### De tom-toms van Tombalku
(Drums of Tombalku, door Robert E. Howard en L. Sprague de Camp)
Tilutan de Ghanata arriveert bij zijn mannen; de Aquiloniër Amalric en de Ghanata's Gobir en Saidu. Hij heeft een meisje bij zich dat hij ontvoerd heeft. De Aquiloniër doodt zijn metgezellen, die weinig goeds met het meisje van plan zijn. Ze blijkt Lissa te heten en is uit het nabijgelegen Gazal afkomstig. Ze gaan op weg naar de stad en ondertussen vertelt Amalric hoe hij hier terechtkomt.
Amalric behoorde tot een huurleger van Koth, dat zich verbonden had met Argos in de oorlog tegen Stygië. Maar terwijl de huurlingen op weg gingen naar dat laatste land sloten Koth en Stygië een verdrag. Koth had het leger niet meer nodig en verraadde het aan hun nieuwe bondgenoot, waarop de Stygiërs het leger in de val lokten en vrijwel helemaal afslachtten. Amalric kon met de Cimmeriër Conan ontsnappen, maar ze werden overvallen door mannen uit Tombalku, waarbij Amalric Conan zag neergaan en even later werd zijn paard onder hem vandaan geschoten. Hij wist zich maar net te redden.
In Gazal blijkt dat de bewoners dromerige, bijna apathische mensen zijn; de reden dat de levenslustige Lissa de stad verliet. Later hoort hij afschuwelijk gegil en Lissa vertelt hem over de god die in de Rode Toren huist en af en toe mensen ontvoert. Wanneer deze duivel ook Lissa ontvoert dringt Amalric in de toren door. Met kennis die hij ooit van een medicijnman vernam, weet Amalric de ijle god te verstoffelijken, waarna hij hem kan doden. Met Lissa ontvlucht hij de stad, achtervolgd door demonen. Net voordat ze hem te pakken krijgen duikt Conan op, die de schaduwen op de vlucht jaagt.
Hij werd niet gedood, maar naar Tombalku gebracht. Hier bleek een van de twee koningen een oude vriend van hem te zijn, die hem nog kende uit de tijd dat hij Amra de Leeuw werd genoemd. (zie De koningin van de zwarte kust) Deze zwarte koning Sakumbe zit samen met de blanke koning Zehbeh op de dubbeltroon van Tombalku. Hij benoemde Conan tot generaal van de ruiterij. Zehbeh probeert Sakumbe te vergiftigen, maar dat mislukt en hij vlucht de stad uit. De koning benoemt daarop Conan tot blanke koning. Een maand later valt de gevluchte koning Zehbeh met een leger de stad aan. Sakumbe wordt gedood en Conan, Amalric en Lissa kunnen ternauwernood de brandende stad ontvluchten.

### De poel van het groene verderf
(The Pool of the Black One, door Robert E. Howard - 1933)
Conan is de Baracha eilanden ontvlucht en komt aan boord van de Zwerver, het schip van de Zingarese piraat Zaporavo. Hij is op weg naar het mythische Eiland der Zwarten, waar zich onmetelijke rijkdommen zouden bevinden. Hier aangekomen gaat Zaporavo alleen het oerwoud in, stiekem gevolgd door Conan, die de piraat wil doden om zo zelf kapitein te worden. Hij doodt Zaporavo en ziet dan in de verte een zwarte gestalte. Hij achtervolgt hem en komt uit bij een glanzend groen gebouw. Hij gaat naar binnen en ziet er abnormaal lange, zwarte wezens. Ze hebben een scheepsjongen van de Zwerver ontvoerd, die ze martelen en dan in een poel gooien. Nadat ze zijn vertrokken ziet Conan dat het lichaam van de jongen is gekrompen tot de grootte van een klein poppetje. Dan komt een enkel wezen met Zaporavo's vrouw Sancha terug. Conan doodt het wezen en redt haar. De andere wezens komen dan terug met meer bemanningsleden, allen bewusteloos, die ze buiten laten liggen om eerst een vreemde ceremonie bij de poel op te voeren. Conan en Sancha wekken de piraten en ze raken in gevecht met de zwarte wezens. Slechts twintig piraten weten met Conan en Sancha te ontkomen van het Eiland de Zwarten.